# Барут, Дениз
Дени́з Бару́т (тур. Deniz Barut; род. 29 марта 1983, Денизли) — турецкая актриса

 кино и телевидения.

## Биография и карьера
Дениз Барут родилась 29 марта 1983 года в Денизли (Турция). У неё есть брат — Мурат Барут. Она окончила начальную и среднюю школу в Денизли, а затем переехала в Измир, где окончила старшую школу и профессионально занималась волейболом. Также Барут окончила Школу коммуникаций Университета Бахчешехир по специальности «Фото- и видеосъёмка» и её фотографии демонстрировались на различных выставках в Турции. В 1997 году она приняла участие в конкурсе красоты «Elite Model Look», в котором заняла второе место.
До 2000 года Барут профессионально занималась волейболом, после чего переехала в Стамбул. Она брала уроки речи и дикции в Институте диалога Джана Гюрзапа, а также уроки актёрского мастерства в актёрской академии Шахики Теканд «Stüdyo Oyuncuları». Впоследствии Барут начала работать на телеканале «Star TV», на котором вела программы новостей, спорта и образа жизни. С 2002 года она снимается в фильмах и телесериалах. В 2018 году начала сотрудничать с литературным журналом «Kafka Okur».
С 2005 по 2019 год Барут была замужем за режиссёром Шафаком Баккалбашиолу. У бывших супругов есть два сына — Кузей Баккалбашиолу (род. 21 августа 2006) и Узай Баккалбашиолу (род. 20 июня 2008).

## Фильмография
| Год       |   | Русское название                     | Оригинальное название           | Роль                       |
| --------- | - | ------------------------------------ | ------------------------------- | -------------------------- |
| 2002      | с | Няня                                 | Dadı                            | участница конкурса красоты |
| 2006      | с | Потерянные годы                      | Kaybolan Yıllar                 | Мелек                      |
| 2010      | с | Жизнь есть                           | Elde Var Hayat                  | Юксель                     |
| 2012      | с | Матери и дочери                      | Anneler ile Kızları             | Чагла                      |
| 2012—2014 | с | Пора тюльпанов                       | Lale Devri                      | Азра Доган                 |
| 2014—2015 | с | Грязные деньги и любовь              | Kara Para Aşk                   | Пынар Сёзер                |
| 2015      | с | Последний выход                      | Son Çıkış                       | Нилюфер                    |
| 2016      | с | Любовь всей жизни                    | Hayatımın Aşkı                  | Эйлем                      |
| 2017      | ф | Пойраз Караел: Глобальный капитализм | Poyraz Karayel: Küresel Sermaye | Чёрная вдова               |
| 2018      | ф | Достойный фильм                      | Nezih Bir Film                  | Эмине                      |
| 2018—2019 | с | Двор                                 | Avlu                            | Мелис Эрсой                |
| 2019      | ф | В твоём голосе есть любовь           | Sesinde Aşk Var                 | Бану                       |
| 2019      | с | Доктор Хаос                          | Hekimoğlu                       |                            |
| 2020      | ф | Отцовские деньги                     | Baba Parası                     | адвокат Аслы               |
| 2020—2021 | с | Моя левая половинка                  | Sol Yanım                       | Ниль                       |
| 2021—2022 | с | Легенда                              | Destan                          | Улу Эдже / Вера-хатун      |
| 2022—2023 | с | Основание: Осман                     | Kuruluş Osman                   | Валиде Исмихан Султан      |
| 2023      | с | Жар-птицы                            | Ateş Kuşları                    | Перихан                    |